# Mary Francis Aschmann
Mary Francis Aschmann PCC, geboren als Alberta Aschmann, (* 14. Februar 1921 in St. Louis, Missouri; † 11. Februar 2006 in Roswell, New Mexico), Ordensname Mary Francis von Unserer Lieben Frau, war eine amerikanische Klarisse, Dichterin und Schriftstellerin. Vor allem durch ihre Werke über Neugründungen der Armen Klarissen in Amerika und später in Eindhoven in den Niederlanden, wurde sie einem breiten Publikum bekannt. Sie publizierte zunächst unter der Kurzversion ihres Ordensnamens Mary Francis, später auch als Mother Mary Francis, und ist daher überwiegend darunter bekannt.

## Leben
Alberta Aschmann wurde als Tochter deutscher und irischerer Einwanderer, John Aschmann und Anne Maher Aschmann, geboren. Sie besuchte die Schule der Armen Schulschwestern Unserer Lieben Frau, denen sie sich nach dem Abschluss der Highschool im Alter von 16 Jahren in Ripa als Kandidatin anschloss. Während des Studiums an der Universität von Saint Louis, zu dem sie die Schulschwestern von Notre Dame entsandt hatten, erkannte Alberta Aschmann ihre Berufung zum kontemplativen Leben. Am 7. Juli 1942 trat sie als Postulantin den Armen Klarissen in Chicago bei, wo sie etwa ein Jahr später, am 26. Juni 1943, ins Noviziat aufgenommen wurde. Zur Einkleidung erhielt sie den Ordensnamen Mary Francis von Unserer Lieben Frau.
Mit Erlaubnis ihrer Oberen schrieb Sr. Mary Francis Gedichte und veröffentlichte noch im Noviziat einen ersten Gedichtband, Whom I Have Loved. Einige Zeit nach der feierlichen Profess am 26. Juli 1947 wurde Sr. Mary Francis am 7. November 1948 mit acht anderen Schwestern nach Roswell in New Mexico entsandt, wo diese einen neuen Konvent errichteten. Um finanzielle Mittel für diesen unter sehr einfachen Bedingungen lebenden Konvent Unserer Lieben Frau von Guadalupe aufzutreiben, ermutigte ihre Äbtissin Sr. Mary Francis, an Schreibwettbewerben teilzunehmen. Auf diese Weise entstand schließlich 1956 das Buch A right to be merry (deutsche Ausgabe: Das Recht, fröhlich zu sein), dessen Erlöse dazu gedacht waren, die Reparatur des Daches zu bezahlen. Das Buch über das Klosterleben in Roswell  entwickelte sich zum Bestseller mit mehreren Neuauflagen und führte zu zahlreichen Berufungen und Klosterneugründungen.
Neben ihrer schriftstellerischen Arbeit, die auch eine neue Übersetzung von Werken der Ordensheiligen Klara und Coletta aus dem Lateinischen und Französischen umfasste, war Sr. Mary Francis in Roswell als Organistin, Pförtnerin und Verwalterin der Bibliothek und der Vorräte des Klosters tätig, außerdem erteilte sie Unterricht in Latein und gregorianischem Choral. Am 19. Mai 1964 wählte sie der Konvent von Roswell zur Äbtissin.
Im darauffolgenden Jahr wählte man sie zur Vorsitzenden der Federation of Mary Immaculate, eines neu gegründeten Klosterverbandes der Armen Klarissen in den Vereinigten Staaten, was zu umfangreichen Visitationsreisen führte, die sie alle drei Jahre zu den elf Konventen der Föderation unternehmen musste. Diesen Dienst versah sie 16 Jahre lang, 13 weitere war sie Ratsschwester derselben Vereinigung. Dabei wirkte sie an der Niederlegung neuer Konstitutionen in Folge der Veränderungen nach dem Zweiten Vatikanischen Konzil mit, wobei sie Nachdruck darauf legte, althergebrachte Merkmale dieses Lebens beizubehalten, wie etwa das mitternächtliche Aufstehen zum Gebet und den traditionellen Habit der Klarissen mit Guimpe und dreifach geknotetem Zingulum.

### Neugründungen
Da die Berufungen der Armen Klarissen auch wegen des Buches A right to merry zu jener Zeit sehr zahlreich waren, errichtete allein der Konvent unserer Frau von Guadalupe neue Konvente in Newport News, Alexandria, Los Altos Hills, Belleville sowie in Eindhoven in den Niederlanden und zuletzt im Jahr 2000 wieder in Chicago.

### Würdigungen und Tod
2002 erhielt Mutter Mary Francis die Auszeichnung Pro fidelitate et virtute für ihr Leben und Werk. 2004 feierte sie den sechzigsten Jahrestag ihrer feierlichen Profess; im Jahr 2005 legte sie das Amt als Äbtissin nach 41 Jahren nieder, wobei sie ehrenhalber den Titel einer Altäbtissin erhielt. Nicht lange danach, am 11. Februar 2006, starb Mutter Mary Francis im Alter von 84 Jahren an den Folgen eines schweren Sturzes, von dem sie sich nicht mehr erholte. Sie wurde in einem Pontifikalrequiem unter der Leitung von Bischof Ricardo Ramirez CSB am 14. Februar 2006 auf dem Friedhof des Konventes Unserer Lieben Frau von Guadalupe in Roswell feierlich beigesetzt.

## Werke (Auswahl)
- A right to be merry (1956)
- Walled in Light (1959), Theaterstück über das Leben der hl. Coleta
- Forth and Abroad: Still Merry on Land and by Sea (1997)
- Anima Christi: Soul of Christ (2001)
- But I Have Called You Friends: Reflections on the Art of Christian Friendship (2006)
- Counted As Mine: The Story Of Our Lady Of Guadalupe (2011)